# Morti il 13 maggio

## I secolo a.C.(1)
- 34 a.C. - Gaio Sallustio Crispo, storico, politico e senatore romano (n. 86 a.C.)

## IV secolo(1)
- 310 - San Cristanziano, santo romano (n. 280)

## VI secolo(1)
- 558 - Giovanni Esicasta, vescovo e santo armeno (n. 454)

## VIII secolo(1)
- 772 - Dōkyō, monaco buddista giapponese (n. 700)

## XI secolo(3)
- 1028 - Eutimio l'Atonita, monaco cristiano georgiano (n. 955)
- 1029 - García Sánchez, conte (n. 1009)
- 1043 - Giovanni l'Orfanotrofo, bizantino (n. 1000)

## XII secolo(2)
- 1112 - Ulrico II di Carniola, nobile italiano
- 1176 - Mattia I di Lorena, duca francese

## XIII secolo(5)
- 1207 - Bertrando II di Forcalquier, conte
- 1230 - Casimiro I di Opole, nobile polacco
- 1254 - Silvester de Everdon, vescovo cattolico inglese
- 1285 - Robert de Ros, I barone de Ros, nobile inglese (n. 1213)
- 1296 - Ludovico III, Duca di Baviera, nobile tedesco (n. 1269)

## XIV secolo(4)
- 1307 - Abu Ya'qub Yusuf al-Nasr, sultano marocchino
- 1312 - Teobaldo II di Lorena, duca francese (n. 1263)
- 1332 - Isaia di Costantinopoli, arcivescovo ortodosso bizantino
- 1375 - Stefano II di Baviera, duca tedesco (n. 1319)

## XV secolo(1)
- 1408 - Muhammad VII di Granada, sultano (n. 1370)

## XVI secolo(9)
- 1513 - Girolamo de Franciscis, vescovo cattolico italiano
- 1519 - Artus Gouffier de Boisy, diplomatico francese (n. 1474)
- 1521 - Andrea Novelli, vescovo cattolico italiano
- 1553 - Johannes Aepinus, teologo tedesco (n. 1499)
- 1558 - Vittore Soranzo, vescovo cattolico italiano (n. 1500)
- 1568 - Sofia di Pomerania, regina (n. 1498)
- 1572 - Giovanni Argenterio, medico italiano (n. 1513)
- 1573 - Takeda Shingen, militare giapponese (n. 1521)
- 1597 - Ascanio I Piccolomini, arcivescovo cattolico e scrittore italiano (n. 1548)

## XVII secolo(14)
- 1604 - Cristina d'Assia, nobile tedesca (n. 1543)
- 1609 - Giovanni Battista Armenini, scrittore e pittore italiano (n. 1530)
- 1615 - Passitea Crogi, religiosa italiana (n. 1564)
- 1619 - Johan van Oldenbarnevelt, politico olandese (n. 1547)
- 1624 - Alessandro d'Este, cardinale e vescovo cattolico italiano (n. 1568)
- 1626 - Malik Ambar, mercenario etiope (n. 1548)
- 1627 - Alessandro di Schleswig-Holstein-Sonderburg, nobile danese (n. 1573)
- 1628 - Girolamo Marciano, medico e letterato italiano (n. 1571)
- 1630 - Francesco Nappi, pittore italiano
- 1646 - Maria Anna d'Asburgo, nobile spagnola (n. 1606)
- 1666 - Pier Francesco Mola, pittore svizzero (n. 1612)
- 1669 - Caterino Corner, militare italiano (n. 1624)
- 1691 - William Faithorne, incisore e pittore inglese (n. 1616)
- 1696 - Anu Khatun, regina mongola (n. 1653)

## XVIII secolo(24)
- 1704 - Louis Bourdaloue, gesuita e predicatore francese (n. 1632)
- 1708 - Giovanni Battista Draghi, compositore e organista italiano
- 1709 - Carey Fraser, nobildonna inglese (n. 1658)
- 1710 - Enrico di Sassonia-Römhild, duca tedesco (n. 1650)
- 1718 - Virginia Benedetta Chierichetti, religiosa italiana (n. 1643)
- 1726 - Francesco Antonio Pistocchi, compositore, contraltista e librettista italiano (n. 1659)
- 1727 - Jean Dumont, scrittore e storiografo francese (n. 1667)
- 1733 - Cornelius Johannes Barchman Wuytiers, arcivescovo vetero-cattolico olandese (n. 1692)
- 1736 - Francesco Baccari, vescovo cattolico italiano (n. 1679)
- 1739 - Giuseppe Maria Buini, compositore, poeta e organista italiano
- 1740 - Bartolomeo Pincellotti, scultore italiano (n. 1707)
- 1740 - Al-Husayn I ibn Ali al-Turki, sovrano tunisino (n. 1675)
- 1742 - Nicolas Andry, medico e letterato francese (n. 1658)
- 1742 - Youssef Boutros Dergham El Khazen, patriarca cattolico libanese
- 1745 - Charles Coffey, scrittore e drammaturgo irlandese
- 1754 - Alessio Ignazio Marucchi, vescovo cattolico italiano (n. 1695)
- 1761 - Guglielmo d'Assia-Philippsthal-Barchfeld, nobile (n. 1692)
- 1768 - Luisa Anna di Hannover, principessa inglese (n. 1749)
- 1779 - Enrico XXIV di Reuss-Ebersdorf, conte (n. 1724)
- 1782 - Daniel Carlsson Solander, botanico e medico svedese (n. 1733)
- 1787 - Michelangelo Simonetti, architetto italiano (n. 1731)
- 1789 - Louis Archimbaud, compositore e organista francese (n. 1705)
- 1793 - Martin Gerbert, abate tedesco (n. 1720)
- 1794 - Pierre-François Brice, artista francese (n. 1714)

## XIX secolo(58)
- 1801 - Maria Felicita di Savoia, principessa (n. 1730)
- 1809 - Valentino Mastrozzi, cardinale italiano (n. 1729)
- 1809 - Beilby Porteus, vescovo anglicano inglese (n. 1731)
- 1812 - Johannes Matthias Sperger, contrabbassista e compositore austriaco (n. 1750)
- 1818 - Luigi Giuseppe di Borbone-Condé, generale e nobile francese (n. 1736)
- 1822 - Giuseppe Vernazza, storico, epigrafista e politico italiano (n. 1745)
- 1823 - Gaspard-Jean-André Jauffret, vescovo cattolico francese (n. 1759)
- 1826 - Christian Kramp, matematico e medico francese (n. 1760)
- 1826 - Johann Baptist Ritter von Spix, zoologo, biologo e esploratore tedesco (n. 1781)
- 1832 - Georges Cuvier, biologo e naturalista francese (n. 1769)
- 1833 - Johann von Soldner, matematico, fisico e astronomo tedesco (n. 1776)
- 1834 - Andrea Uberto Fournet, presbitero francese (n. 1752)
- 1835 - Serafino Gentili, tenore italiano (n. 1775)
- 1835 - John Nash, urbanista e architetto inglese (n. 1752)
- 1838 - Jean-Théodore Cocteau, erpetologo francese (n. 1798)
- 1839 - Joseph Fesch, cardinale, diplomatico e arcivescovo cattolico francese (n. 1763)
- 1839 - Hugues-Bernard Maret, politico e diplomatico francese (n. 1763)
- 1843 - Christian Flechtenmacher, avvocato e docente rumeno (n. 1785)
- 1845 - Giovanni Battista Becchi, presbitero italiano (n. 1785)
- 1845 - John Shelton, ufficiale britannico
- 1847 - Jacques Lisfranc de St. Martin, medico francese (n. 1787)
- 1848 - Giuseppe Capparozzo, poeta e religioso italiano (n. 1802)
- 1850 - Johann Jakob Bernhardi, medico e botanico tedesco (n. 1774)
- 1851 - Augusta di Baviera, principessa (n. 1788)
- 1853 - Bernardino Piceller, pittore austriaco (n. 1775)
- 1854 - Carlo Giuseppe Bronzetti, militare italiano (n. 1788)
- 1855 - Carl Kellner, ottico tedesco (n. 1826)
- 1855 - Teresa Belloc-Giorgi, contralto italiano (n. 1784)
- 1856 - Juan García del Río, diplomatico, scrittore e politico colombiano (n. 1794)
- 1857 - Parley P. Pratt, presbitero statunitense (n. 1807)
- 1858 - Francesca del Liechtenstein, principessa austriaca (n. 1841)
- 1860 - Christian Gottlob Gmelin, chimico tedesco (n. 1792)
- 1862 - Germain Metternich, militare e rivoluzionario tedesco (n. 1811)
- 1864 - Ruggero Manna, compositore italiano (n. 1808)
- 1864 - Rudolf Wagner, anatomista e fisiologo tedesco (n. 1805)
- 1869 - Prospero Pirondi, medico, politico e patriota italiano (n. 1787)
- 1871 - Daniel Auber, compositore francese (n. 1782)
- 1872 - Théodore Cogniard, drammaturgo e regista teatrale francese (n. 1806)
- 1872 - Moritz Hartmann, poeta austriaco (n. 1821)
- 1872 - Ludwig von Lützow, politico tedesco (n. 1793)
- 1877 - Ernest Picard, politico francese (n. 1821)
- 1878 - Joseph Henry, fisico statunitense (n. 1797)
- 1878 - Andrzej Towiański, teosofo polacco (n. 1799)
- 1880 - Angelo Dimai, alpinista e militare italiano (n. 1819)
- 1880 - Liévin De Winne, pittore belga (n. 1821)
- 1883 - James Young, chimico scozzese (n. 1811)
- 1885 - Friedrich Gustav Jakob Henle, anatomista, patologo e zoologo tedesco (n. 1809)
- 1885 - Ferdinand Minding, matematico tedesco (n. 1806)
- 1886 - Carlota de Godoy, II duchessa di Sueca, nobildonna spagnola (n. 1800)
- 1887 - Carl Friedländer, patologo e microbiologo tedesco (n. 1847)
- 1889 - Nicolò Turrisi Colonna, politico italiano (n. 1817)
- 1890 - Jacques-Louis Soret, chimico svizzero (n. 1827)
- 1891 - Johann Burgauner, pittore austriaco (n. 1812)
- 1893 - August Kluckhohn, storico tedesco (n. 1832)
- 1894 - Luigi Ferrari, scultore italiano (n. 1810)
- 1897 - Michelangelo Console, botanico italiano (n. 1812)
- 1897 - Galileo Nicolini, religioso italiano (n. 1882)
- 1900 - Hermann Levi, direttore d'orchestra e compositore tedesco (n. 1839)

## XX secolo(227)
- 1902 - Aurora Karamzin, nobildonna svedese (n. 1808)
- 1903 - Bartolomeo Casalis, prefetto, avvocato e politico italiano (n. 1825)
- 1903 - Apolinario Mabini, politico e rivoluzionario filippino (n. 1864)
- 1904 - Walter Carpenter, ammiraglio e politico britannico (n. 1834)
- 1904 - Eugen Kumičić, scrittore e politico croato (n. 1850)
- 1904 - Ottokar Lorenz, genealogista e storico tedesco (n. 1832)
- 1904 - Nicola Morra, brigante italiano (n. 1827)
- 1905 - Hiram Cronk, militare statunitense (n. 1800)
- 1907 - Maurizio di Sassonia-Altenburg, nobile tedesco (n. 1829)
- 1909 - Heinrich Limpricht, chimico tedesco (n. 1827)
- 1909 - Heinrich von Ranke, fisiologo e pediatra tedesco (n. 1830)
- 1911 - Francesco Bonatelli, filosofo italiano (n. 1830)
- 1912 - Silvio Allason, pittore italiano (n. 1843)
- 1912 - Sophus Jacobsen, pittore norvegese (n. 1833)
- 1913 - Oskar Cordel, scacchista tedesco (n. 1843)
- 1913 - Giustino Ferri, scrittore e giornalista italiano (n. 1856)
- 1916 - Margaret Benson, scrittrice e egittologa inglese (n. 1865)
- 1916 - Clara Louise Kellogg, soprano statunitense (n. 1842)
- 1916 - Sholem Aleichem, scrittore e drammaturgo ucraino (n. 1859)
- 1917 - Julius Busa, aviatore austro-ungarico (n. 1891)
- 1917 - Gustav Jäger, naturalista e igienista tedesco (n. 1832)
- 1919 - Armand von Alberti, militare tedesco (n. 1866)
- 1919 - Helen Hyde, pittrice e illustratrice statunitense (n. 1868)
- 1919 - Eugen Netto, matematico tedesco (n. 1848)
- 1920 - José Árbol y Bonilla, ingegnere e astronomo messicano (n. 1853)
- 1920 - Franz Moroder, politico e poeta austriaco (n. 1847)
- 1921 - Jean Aicard, poeta, scrittore e drammaturgo francese (n. 1848)
- 1921 - Théodore Pilette, pilota automobilistico belga (n. 1883)
- 1921 - Girolamo Rossi Martini, imprenditore e politico italiano (n. 1846)
- 1923 - Ernesto Salvia, giurista e politico italiano (n. 1860)
- 1925 - Ferruccio Mengaroni, ceramista italiano (n. 1875)
- 1925 - Alfred Milner, I visconte Milner, politico britannico (n. 1854)
- 1925 - John Webster, attore teatrale statunitense (n. 1879)
- 1927 - Maria de la Concepción Barrecheguren y García, religiosa spagnola (n. 1905)
- 1928 - Jean-Baptiste Dortignacq, ciclista su strada francese (n. 1884)
- 1929 - Arthur Scherbius, ingegnere e imprenditore tedesco (n. 1878)
- 1930 - Helene Lange, pedagogista e politica tedesca (n. 1848)
- 1930 - Fridtjof Nansen, esploratore, scienziato e politico norvegese (n. 1861)
- 1930 - Camillo Peano, politico italiano (n. 1863)
- 1930 - Katai Tayama, scrittore giapponese (n. 1872)
- 1931 - Henri-Adolphe-Auguste Deglane, architetto francese (n. 1855)
- 1931 - Emiliano Figueroa Larraín, avvocato, diplomatico e politico cileno (n. 1866)
- 1932 - Santi Bivona, medico, oculista e storico italiano (n. 1853)
- 1933 - Paul Ernst, scrittore tedesco (n. 1866)
- 1933 - Karl von Fasbender, generale tedesco (n. 1852)
- 1933 - Cesare Gioppi, avvocato e politico italiano (n. 1849)
- 1933 - Ernest Torrence, attore scozzese (n. 1878)
- 1934 - Ángel Gallardo, biologo, ingegnere e entomologo argentino (n. 1867)
- 1935 - Clarence Geldart, attore e regista canadese (n. 1865)
- 1936 - Jean-Baptiste Olive, pittore francese (n. 1848)
- 1936 - Felipe Pinglo Alva, compositore e chitarrista peruviano (n. 1899)
- 1937 - John Clem, generale statunitense (n. 1851)
- 1937 - Edward Gould, golfista statunitense (n. 1874)
- 1937 - Cecil Meares, militare e esploratore irlandese (n. 1877)
- 1937 - Ferdinando Micheli, medico e patologo italiano (n. 1872)
- 1938 - Carlo Cressini, pittore italiano (n. 1864)
- 1938 - Aarne Roine, ginnasta finlandese (n. 1893)
- 1939 - Stanisław Leśniewski, logico, filosofo e docente polacco (n. 1886)
- 1940 - Antonio Pasinetti, pittore italiano (n. 1863)
- 1941 - Nicolò Bonessa, militare italiano (n. 1897)
- 1942 - Josette Andriot, attrice francese (n. 1886)
- 1942 - Mario Betti, chimico italiano (n. 1875)
- 1942 - Toshiaki Honda, aviatore e militare giapponese (n. 1919)
- 1943 - Abdul Hamid Halim di Kedah, sovrano malese (n. 1864)
- 1943 - Karl Behrens, ingegnere tedesco (n. 1909)
- 1943 - Wilhelm Guddorf, giornalista e antifascista belga (n. 1902)
- 1943 - Helmut Himpel, dentista tedesco (n. 1907)
- 1943 - Walter Husemann, giornalista tedesco (n. 1909)
- 1943 - Walter Küchenmeister, giornalista, editore e scrittore tedesco (n. 1897)
- 1943 - Friedrich Rehmer, partigiano tedesco (n. 1921)
- 1943 - John Rittmeister, neurologo e psicoanalista tedesco (n. 1898)
- 1943 - Heinz Strelow, giornalista tedesco (n. 1915)
- 1943 - Fritz Thiel, ingegnere tedesco (n. 1916)
- 1943 - Erika von Brockdorff, attivista tedesca (n. 1911)
- 1944 - William Dickey, truffatore statunitense (n. 1874)
- 1944 - Giovanni Maria Longinotti, giornalista, politico e antifascista italiano (n. 1876)
- 1944 - Carlo Magnaghi, militare e aviatore italiano
- 1944 - Renato Ruffinatti, partigiano italiano (n. 1925)
- 1945 - Martin Luther, diplomatico e politico tedesco (n. 1895)
- 1945 - Heinz Thilo, militare tedesco (n. 1911)
- 1946 - Aleksej Nikolaevič Bach, chimico e politico sovietico (n. 1857)
- 1947 - Luigi Cirenei, militare, compositore e direttore d'orchestra italiano (n. 1881)
- 1947 - Frances Hodgkins, pittrice neozelandese (n. 1869)
- 1947 - Giovanni Morbelli, chimico e inventore italiano (n. 1874)
- 1948 - Milan Begović, poeta, scrittore e drammaturgo croato (n. 1876)
- 1948 - Kathleen Agnes Kennedy, nobildonna britannica (n. 1920)
- 1948 - Guglielmo Martucci, scrittore italiano (n. 1909)
- 1949 - Clarence W. Avery, dirigente d'azienda statunitense (n. 1882)
- 1949 - Wolrad Eberle, multiplista tedesco (n. 1908)
- 1950 - Corrado Racca, attore e doppiatore italiano (n. 1889)
- 1950 - Pauline de Ahna, soprano tedesco (n. 1863)
- 1951 - Giovanni Quaini, presbitero e antifascista italiano (n. 1880)
- 1952 - Vera Amerighi Rutili, soprano italiano (n. 1896)
- 1953 - Rowland Baring, II conte di Cromer, nobile e diplomatico inglese (n. 1877)
- 1953 - Herman Jadlowker, tenore russo (n. 1877)
- 1953 - Cecil Spooner, attrice, regista e sceneggiatrice statunitense (n. 1875)
- 1954 - Paola Grosson, giornalista, scrittrice e attivista italiana (n. 1866)
- 1955 - Emil Palkoska, compositore di scacchi boemo (n. 1871)
- 1956 - Aleksandr Aleksandrovič Fadeev, scrittore e politico sovietico (n. 1901)
- 1956 - Robert Wyss, pallanuotista e nuotatore svizzero (n. 1901)
- 1957 - Georges Detreille, ciclista su strada francese (n. 1893)
- 1957 - Makonnen Hailé Selassié, principe etiope (n. 1923)
- 1957 - Ottone Rosai, pittore italiano (n. 1895)
- 1960 - Aleksandr Larikov, attore sovietico (n. 1890)
- 1960 - Harry Schell, pilota automobilistico statunitense (n. 1921)
- 1961 - Gary Cooper, attore statunitense (n. 1901)
- 1961 - Angelo Rodinò, generale italiano (n. 1863)
- 1961 - Yuriy Voronoy, chirurgo ucraino (n. 1895)
- 1962 - Roberto Almagià, geografo italiano (n. 1884)
- 1962 - Frank Jenks, attore statunitense (n. 1902)
- 1962 - Franz Kline, pittore statunitense (n. 1910)
- 1962 - Burton Egbert Stevenson, scrittore statunitense (n. 1872)
- 1963 - Alois Hudal, vescovo cattolico austriaco (n. 1885)
- 1963 - Richard Koll, generale tedesco (n. 1897)
- 1964 - James Carson, pallanuotista statunitense (n. 1901)
- 1964 - Konrad Walter Herrmann, calciatore svizzero (n. 1886)
- 1964 - Diana Wynyard, attrice britannica (n. 1906)
- 1965 - Sida Košutić, scrittrice, poetessa e drammaturga austro-ungarica (n. 1902)
- 1965 - Yitzchok Isaac Krasilschikov, rabbino e religioso russo (n. 1888)
- 1966 - Antonio Juantegui, calciatore spagnolo (n. 1898)
- 1966 - Jozef Luknár, calciatore slovacco (n. 1915)
- 1968 - Robert Burks, direttore della fotografia statunitense (n. 1909)
- 1968 - Ernesto Sande, calciatore argentino
- 1969 - Jimmy Fleming, calciatore scozzese (n. 1901)
- 1969 - Salvatore Frascino, critico letterario e educatore italiano (n. 1899)
- 1969 - Lodovico Szathvary, dirigente sportivo italiano (n. 1894)
- 1970 - Alessandro De Stefani, commediografo, scrittore e sceneggiatore italiano (n. 1891)
- 1970 - William Dobell, scultore e pittore australiano (n. 1899)
- 1970 - Josef Reichert, generale tedesco (n. 1891)
- 1971 - Hubert von Meyerinck, attore tedesco (n. 1896)
- 1971 - Giuseppe Milano, calciatore e allenatore di calcio italiano (n. 1887)
- 1971 - Axel Rydin, velista svedese (n. 1887)
- 1972 - Dan Blocker, attore statunitense (n. 1928)
- 1972 - Plinio Farina, calciatore italiano (n. 1902)
- 1972 - Donald Killeen, mafioso statunitense (n. 1923)
- 1972 - Ernő Vámos, calciatore ungherese (n. 1898)
- 1973 - Tat'jana Bulach Gardina, attrice e poetessa sovietica (n. 1904)
- 1974 - Michele Basile, politico italiano (n. 1915)
- 1974 - Angelo Besozzi, calciatore e dirigente sportivo italiano (n. 1891)
- 1974 - Jaime Torres Bodet, politico e scrittore messicano (n. 1902)
- 1974 - Allal al-Fasi, scrittore, rivoluzionario e politico marocchino (n. 1910)
- 1975 - Marguerite Perey, chimica francese (n. 1909)
- 1975 - Charles Vaurie, ornitologo statunitense (n. 1906)
- 1975 - Bob Wills, musicista e cantante statunitense (n. 1905)
- 1975 - Pah Wongso, attivista, attore e educatore indonesiano (n. 1904)
- 1976 - Bob Clark, multiplista statunitense (n. 1913)
- 1976 - Roberto Batata, calciatore brasiliano (n. 1949)
- 1976 - Hans Stüwe, attore cinematografico, regista teatrale e musicologo tedesco (n. 1901)
- 1977 - Otto Deßloch, generale tedesco (n. 1889)
- 1977 - William Duthie Morgan, generale britannico (n. 1891)
- 1977 - Marian Gamwell, militare britannica (n. 1891)
- 1977 - Michael Spillane, mafioso statunitense (n. 1933)
- 1978 - Giuseppe Tommaso Gangale, glottologo, religioso e filosofo italiano (n. 1898)
- 1978 - Jan Heřmánek, pugile cecoslovacco (n. 1907)
- 1978 - Guillaume Lieb, calciatore francese (n. 1904)
- 1979 - Predrag Đajić, calciatore jugoslavo (n. 1922)
- 1979 - Ileana Sărăroiu, cantante rumena (n. 1936)
- 1980 - Harry Farrell, calciatore statunitense (n. 1902)
- 1980 - Otto Umbehr, fotografo e fotoreporter tedesco (n. 1902)
- 1980 - Erich Zepler, fisico e compositore di scacchi tedesco (n. 1898)
- 1981 - Nathan Abshire, musicista statunitense (n. 1913)
- 1981 - Gustaf Dyrssen, pentatleta e schermidore svedese (n. 1891)
- 1981 - Ján Földeš, calciatore slovacco (n. 1915)
- 1982 - Gara Garayev, compositore sovietico (n. 1918)
- 1982 - Ivan Mariz, calciatore brasiliano (n. 1910)
- 1982 - Renzo Rossellini, compositore e critico musicale italiano (n. 1908)
- 1982 - Billy Steel, calciatore scozzese (n. 1923)
- 1982 - Věra Suková, tennista cecoslovacca (n. 1931)
- 1983 - Otto Heckmann, astronomo tedesco (n. 1901)
- 1984 - Pierre Bertin, attore francese (n. 1891)
- 1984 - Antonio Castillo, costumista e stilista spagnolo (n. 1908)
- 1984 - Stanisław Ulam, matematico e fisico polacco (n. 1909)
- 1985 - Selma Diamond, attrice e scrittrice canadese (n. 1920)
- 1985 - Revaz Dogonadze, chimico sovietico (n. 1931)
- 1985 - Bill Harvell, pistard britannico (n. 1907)
- 1985 - Leatrice Joy, attrice statunitense (n. 1893)
- 1985 - Aleksandr Aleksandrovič Mikulin, ingegnere aeronautico sovietico (n. 1895)
- 1985 - Silvio Zavatti, esploratore, politico e antropologo italiano (n. 1917)
- 1986 - Maria Bellonci, scrittrice, traduttrice e biografa italiana (n. 1902)
- 1986 - Vasilij Ivanovič Ignatenko, militare e vigile del fuoco sovietico (n. 1961)
- 1987 - Richard Ellmann, critico letterario e biografo statunitense (n. 1918)
- 1988 - Chet Baker, trombettista e cantante statunitense (n. 1929)
- 1988 - Jack Garrison, hockeista su ghiaccio statunitense (n. 1909)
- 1988 - Sergej Georgievič Gorškov, ammiraglio e politico sovietico (n. 1910)
- 1988 - Friedrich Guggenberger, ammiraglio tedesco (n. 1915)
- 1988 - Caecilia Loots, insegnante e partigiana olandese (n. 1903)
- 1988 - Nikolaj Fëdorovič Makarov, progettista sovietico (n. 1914)
- 1988 - Irene Manton, botanica britannica (n. 1904)
- 1989 - Joanna Roos, attrice e drammaturga statunitense (n. 1901)
- 1989 - Odo Spadazzi, politico e imprenditore italiano (n. 1910)
- 1990 - Walter Brugger, filosofo tedesco (n. 1904)
- 1990 - Pietro De Dominicis, politico italiano (n. 1920)
- 1990 - Albert Hendrickx, ciclista su strada e pistard belga (n. 1916)
- 1990 - Gerolamo Lino Moro, politico italiano (n. 1903)
- 1991 - Abderrahmane Farès, politico algerino (n. 1911)
- 1991 - Pasquale Saraceno, economista italiano (n. 1903)
- 1992 - Patrick Angus, pittore statunitense (n. 1953)
- 1992 - Gisela Elsner, scrittrice tedesca (n. 1937)
- 1992 - Launcelot John Goody, arcivescovo cattolico britannico (n. 1908)
- 1992 - Valentino Pellarini, cestista italiano (n. 1919)
- 1992 - Luciano Zani, militare italiano (n. 1907)
- 1992 - Bart Zoet, ciclista su strada olandese (n. 1942)
- 1993 - Enzo Brunori, pittore italiano (n. 1924)
- 1994 - Vladimir Antošin, scacchista sovietico (n. 1939)
- 1994 - Duncan Hamilton, pilota automobilistico britannico (n. 1920)
- 1995 - Roberto Terpin, arbitro di calcio italiano (n. 1943)
- 1995 - Wang Hao, matematico, logico e filosofo cinese (n. 1921)
- 1996 - Patsy Montana, cantante statunitense (n. 1908)
- 1997 - Pëtr Markovič Abovin-Egides, filosofo russo (n. 1917)
- 1997 - Giacomo Augello, politico italiano (n. 1931)
- 1997 - Pietro Caramello, presbitero e filosofo italiano (n. 1908)
- 1997 - Mario Costa, politico italiano (n. 1921)
- 1997 - Gino Costenaro, calciatore e allenatore di calcio italiano (n. 1912)
- 1997 - Zdeňka Veřmiřovská, ginnasta cecoslovacca (n. 1913)
- 1998 - Lido Albanesi, calciatore francese (n. 1921)
- 1998 - Gunnar Jansson, calciatore svedese (n. 1907)
- 1999 - Finn Moen, calciatore norvegese (n. 1915)
- 1999 - Giuseppe Petrilli, politico, politologo e economista italiano (n. 1913)
- 1999 - 'Abd al-Aziz ibn 'Abd Allah ibn Baz, teologo saudita (n. 1910)
- 2000 - Paul Bartel, attore, regista e sceneggiatore statunitense (n. 1938)
- 2000 - Alfredo Berzanti, politico e partigiano italiano (n. 1920)
- 2000 - Ernst Endl, pallanuotista austriaco (n. 1929)
- 2000 - Fernanda Farias De Albuquerque, brasiliana (n. 1963)
- 2000 - Olivier Greif, compositore francese (n. 1950)
- 2000 - Akira Nozawa, calciatore giapponese (n. 1914)
- 2000 - Jumbo Tsuruta, wrestler e lottatore giapponese (n. 1951)
- 2000 - Cesare Valletti, tenore italiano (n. 1922)

## XXI secolo(136)
- 2001 - Eddra Gale, mezzosoprano e attrice statunitense (n. 1921)
- 2001 - Jason Miller, attore, drammaturgo e sceneggiatore statunitense (n. 1939)
- 2001 - R. K. Narayan, scrittore indiano (n. 1906)
- 2001 - Ray Straw, calciatore inglese (n. 1933)
- 2002 - Enrico Colosimo, regista e sceneggiatore italiano (n. 1921)
- 2002 - Makoto Fujiwara, cantante giapponese (n. 1947)
- 2002 - Kang Byung-chan, calciatore sudcoreano (n. 1951)
- 2002 - Valerij Lobanovs'kyj, calciatore e allenatore di calcio sovietico (n. 1939)
- 2002 - Morihiro Saitō, artista marziale giapponese (n. 1928)
- 2003 - Michele Giorgianni, giurista italiano (n. 1915)
- 2003 - Einar Sundström, sollevatore finlandese (n. 1919)
- 2003 - Byron Wolford, giocatore di poker statunitense (n. 1930)
- 2004 - Magnar Estenstad, fondista norvegese (n. 1924)
- 2004 - Carlo Scarascia-Mugnozza, politico italiano (n. 1920)
- 2005 - George Dantzig, matematico e statistico statunitense (n. 1914)
- 2005 - Enzo Lombardo, statistico italiano (n. 1938)
- 2005 - Gunnar Nilsson, pugile svedese (n. 1923)
- 2005 - Adriano Zamboni, ciclista su strada italiano (n. 1933)
- 2006 - Umberto Colombo, chimico, dirigente d'azienda e politico italiano (n. 1927)
- 2006 - Jaroslav Pelikan, storico statunitense (n. 1923)
- 2006 - Eugenio Santoro, scultore e pittore italiano (n. 1920)
- 2006 - Peter Viereck, poeta e storico statunitense (n. 1916)
- 2007 - Ettore Carminati, arbitro di calcio italiano (n. 1930)
- 2007 - Mendel Jackson Davis, politico statunitense (n. 1942)
- 2007 - Pierre Duprey, vescovo cattolico e missionario francese (n. 1922)
- 2008 - Bernardin Gantin, cardinale e arcivescovo cattolico beninese (n. 1922)
- 2008 - John Phillip Law, attore statunitense (n. 1937)
- 2008 - Oscar Mantegari, calciatore argentino (n. 1928)
- 2008 - Harlan Marbley, pugile statunitense (n. 1943)
- 2008 - Rosario Prestopino, truccatore e effettista italiano (n. 1950)
- 2008 - Sa'd I al-'Abd Allah al-Salim Al Sabah, emiro kuwaitiano (n. 1929)
- 2008 - Italo Terzoli, sceneggiatore italiano (n. 1924)
- 2009 - Frank Aletter, attore statunitense (n. 1926)
- 2009 - Monica Bleibtreu, attrice austriaca (n. 1944)
- 2009 - Achille Compagnoni, alpinista italiano (n. 1914)
- 2009 - Norbert Eschmann, calciatore svizzero (n. 1933)
- 2009 - Waldemar Levy Cardoso, militare brasiliano (n. 1900)
- 2010 - Wynne Godley, economista britannico (n. 1926)
- 2010 - Klaus Kotter, dirigente sportivo tedesco (n. 1934)
- 2010 - Lauro Toneatto, calciatore e allenatore di calcio italiano (n. 1933)
- 2011 - Alan Devlin, attore irlandese (n. 1948)
- 2011 - Pam Gems, drammaturga britannica (n. 1925)
- 2011 - Bernard Greenhouse, violoncellista statunitense (n. 1916)
- 2011 - Anna Longhi, attrice e opinionista italiana (n. 1934)
- 2011 - Jack Richardson, produttore discografico canadese (n. 1929)
- 2012 - Donald Dunn, bassista, produttore discografico e cantautore statunitense (n. 1941)
- 2012 - Dario Koludrović, cestista svizzero (n. 1992)
- 2012 - Les Leston, pilota automobilistico britannico (n. 1920)
- 2012 - Andrew Mate, calciatore ungherese (n. 1940)
- 2012 - Antoine Nguyễn Văn Thiện, vescovo cattolico vietnamita (n. 1906)
- 2012 - Lidia Pasqualini, personaggio televisivo italiano (n. 1920)
- 2012 - Aida Rienzi, calciatrice e dirigente sportiva italiana (n. 1952)
- 2013 - Massimo De Rita, sceneggiatore italiano (n. 1934)
- 2013 - Luciano Lutring, criminale e scrittore italiano (n. 1937)
- 2013 - Chuck Muncie, giocatore di football americano statunitense (n. 1953)
- 2013 - Vladimir Romanovskij, canoista sovietico (n. 1957)
- 2013 - Ingrid Visser, pallavolista olandese (n. 1977)
- 2013 - Kenneth Waltz, politologo statunitense (n. 1924)
- 2014 - David Malet Armstrong, filosofo australiano (n. 1926)
- 2014 - Malik Bendjelloul, attore e regista svedese (n. 1977)
- 2014 - Umberto Cappuzzo, generale e politico italiano (n. 1922)
- 2014 - Sabine Sun, attrice francese (n. 1933)
- 2014 - Anthony Villanueva, pugile filippino (n. 1945)
- 2015 - Robert Drasnin, compositore e musicista statunitense (n. 1927)
- 2015 - Romolo Ferri, pilota motociclistico italiano (n. 1928)
- 2015 - Rasmus Larsen, cestista danese (n. 1994)
- 2015 - Carlo Montagna, attore teatrale italiano (n. 1936)
- 2015 - Nina Otkalenko, mezzofondista sovietica (n. 1928)
- 2015 - Gianni Rescigno, poeta e scrittore italiano (n. 1937)
- 2015 - Marisa Volpi, storica dell'arte, critica d'arte e scrittrice italiana (n. 1928)
- 2016 - Alice Florian, tennista jugoslava (n. 1921)
- 2016 - Tage Henriksen, canottiere danese (n. 1925)
- 2016 - Pinuccio Sciola, scultore italiano (n. 1942)
- 2017 - Oliviero Beha, giornalista, scrittore e saggista italiano (n. 1949)
- 2017 - Silvana Blasi, attrice italiana (n. 1931)
- 2017 - Ron Bontemps, cestista statunitense (n. 1926)
- 2017 - John Cygan, doppiatore statunitense (n. 1954)
- 2017 - Yanko Daučík, calciatore cecoslovacco (n. 1941)
- 2017 - Mario De Sisti, allenatore di pallacanestro italiano (n. 1941)
- 2017 - Salvatore Ladu, politico italiano (n. 1945)
- 2017 - Vera Martelli, velocista italiana (n. 1930)
- 2017 - Angiola Zilli, politica italiana (n. 1929)
- 2018 - Glenn Branca, chitarrista e compositore statunitense (n. 1948)
- 2018 - Margot Kidder, attrice canadese (n. 1948)
- 2018 - Tore Nilsen, calciatore norvegese (n. 1933)
- 2018 - Janine Reynaud, modella e attrice francese (n. 1930)
- 2019 - Lajos Faragó, calciatore ungherese (n. 1932)
- 2019 - Stanton T. Friedman, fisico e saggista statunitense (n. 1934)
- 2019 - Doris Day, attrice e cantante statunitense (n. 1922)
- 2019 - Roberto Quercetani, giornalista italiano (n. 1922)
- 2019 - Francesco Stella, politico italiano (n. 1955)
- 2019 - Nebojša Vučković, allenatore di calcio e calciatore serbo (n. 1949)
- 2019 - Werner Weist, calciatore tedesco (n. 1949)
- 2020 - Gregory Tyree Boyce, attore statunitense (n. 1989)
- 2020 - Gaetano Gorgoni, politico italiano (n. 1933)
- 2020 - Rolf Hochhuth, scrittore, drammaturgo e sceneggiatore tedesco (n. 1931)
- 2020 - Riad Ismat, politico, diplomatico e critico letterario siriano (n. 1947)
- 2020 - Chedli Klibi, politico tunisino (n. 1925)
- 2020 - Giorgio Kutufà, politico italiano (n. 1948)
- 2020 - Cherif Labidi, attore tunisino (n. 1934)
- 2020 - John O'Brien, pallanuotista australiano (n. 1931)
- 2020 - Yoshio, cantante e attore messicano (n. 1949)
- 2021 - Olivier Jean-Marie, animatore e regista francese (n. 1960)
- 2021 - Dieter Lindner, marciatore tedesco (n. 1937)
- 2021 - Nelson Marcenaro, calciatore uruguaiano (n. 1952)
- 2021 - Christa Stubnick, velocista tedesca (n. 1933)
- 2022 - Teresa Berganza, mezzosoprano spagnolo (n. 1933)
- 2022 - Ben Mottelson, fisico statunitense (n. 1926)
- 2022 - Simon Preston, organista e compositore britannico (n. 1938)
- 2022 - Viktor Samochin, calciatore sovietico (n. 1956)
- 2022 - Rosemarie von Trapp, cantante austriaca (n. 1929)
- 2022 - Yang Hyong-sop, politico nordcoreano (n. 1925)
- 2022 - Khalifa bin Zayed Al Nahyan, sovrano emiratino (n. 1948)
- 2023 - Giotto Bizzarrini, ingegnere, designer e imprenditore italiano (n. 1926)
- 2023 - Antonietta De Simone, paroliera italiana (n. 1931)
- 2023 - Sibylle Lewitscharoff, scrittrice, drammaturga e sceneggiatrice tedesca (n. 1954)
- 2023 - Weldy Olson, hockeista su ghiaccio statunitense (n. 1932)
- 2023 - Keiko Tanaka, ginnasta giapponese (n. 1933)
- 2023 - Jürgen Trumpf, diplomatico tedesco (n. 1931)
- 2024 - Giuseppe D'Ascenzo, chimico italiano (n. 1937)
- 2024 - Christian Escoudé, chitarrista francese (n. 1947)
- 2024 - Rinus de Jong, cestista olandese (n. 1934)
- 2024 - Lorenzo Leporati, poeta e traduttore italiano (n. 1966)
- 2024 - Alice Munro, scrittrice canadese (n. 1931)
- 2024 - Enrico Musiani, cantante italiano (n. 1937)
- 2024 - Manrico Vaiani, allenatore di pallacanestro italiano (n. 1953)
- 2025 - John Bryson, politico e dirigente d'azienda statunitense (n. 1943)
- 2025 - Divaldo Pereira Franco, scrittore, sensitivo e filantropo brasiliano (n. 1927)
- 2025 - James Margolis, schermidore statunitense (n. 1936)
- 2025 - José Mujica, politico e guerrigliero uruguaiano (n. 1935)
- 2025 - Szvetiszláv Sasics, pentatleta ungherese (n. 1948)
- 2025 - Manou Scheitler, calciatore lussemburghese (n. 1958)
- 2025 - Marzio Sepe, mafioso italiano (n. 1954)
- 2025 - Mohammed Sinwar, politico palestinese (n. 1975)
- 2025 - Teijirō Tanikawa, nuotatore giapponese (n. 1932)
- 2025 - Gordon Wenham, biblista e teologo britannico (n. 1943)